# Eugène Ionesco
Eugène Ionesco (rum. Eugen Ionescu, IPA: [e.uˈd͡ʒen i.oˈnesku]; ur. 26 listopada 1909 w Slatinie, zm. 28 marca 1994 w Paryżu) – francuski dramaturg awangardowy pochodzenia rumuńskiego, współtwórca teatru absurdu.

## Życiorys
Jego ojciec, Eugène Ionesco senior, był Rumunem, a matka Marie-Thérèse Ipcar, Francuzką pochodzenia rumuńskiego i greckiego. Lata dziecięce spędził we Francji, ale w 1925 wrócił do Rumunii. Studiował na uniwersytecie w Bukareszcie, po studiach w latach 1936–1938 pracował jako nauczyciel języka francuskiego w liceum. Zajmował się również krytyką literacką. W 1936 ożenił się. Do Francji wrócił w 1938, dzięki otrzymanemu stypendium na przygotowanie doktoratu pt. Motyw śmierci i grzechu w literaturze francuskiej od czasów Baudelaire’a. Nigdy go nie ukończył, jednakże podjął decyzję o pozostaniu w Paryżu na stałe. Tam zastała go wojna. Wrócił jeszcze do Rumunii, ale w 1942 przyjechał z powrotem do Francji, gdzie został do końca życia.
W 1949 napisał swój pierwszy dramat pt. Łysa śpiewaczka. Miał on premierę rok później w teatrze Noctambules w reżyserii Nicolas Bataille'a, jednakże nie odniósł sukcesu. Również kolejne dramaty: Lekcja z 1951 wystawione w Théâtre de Poch oraz Krzesła z 1952 mające premierę w Théâtre Nouveau Lancry zostały chłodno przyjęte. Pierwszą sztuką Ionesco która odniosła sukces, dzięki pochlebnej recenzji Jean Anouilh były Ofiary obowiązku z 1953. Również Amadeusz albo Jak się go pozbyć, którego wyreżyserował Jean-Marie Serreau w Théâtre de Babylone, został dobrze przyjęty. Kolejne sztuki dramaturga cieszą się popularnością.

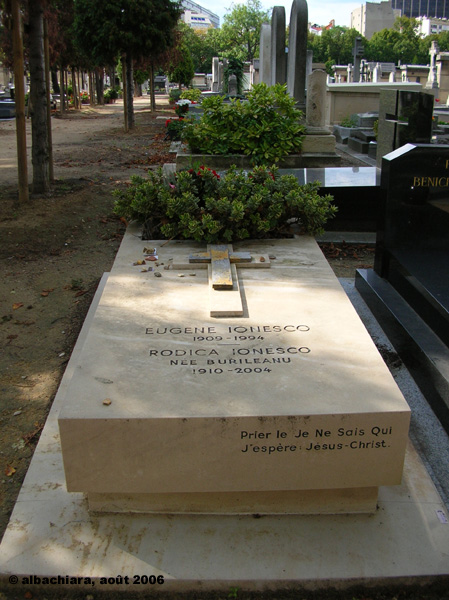
Grób Ionesco na cmentarzu Montparnasse

W 1955 wystawiono w Paryżu kolejne dwie sztuki, Kubuś, czyli uległość oraz jej kontynuacje Przyszłość w jaju, albo Różnych ma Pan Bóg stołowników. W 1956 miała premierę Improwizacja, rok później Nowy lokator, zaś w 1959 Morderca nie do wynajęcia. W 1960 wystawiono w Théâtre de France premierę Nosorożca w reżyserii Barraulta. W 1962 zaprezentowano Pieszo w powietrzu oraz Król umiera, czyli ceremonie. Dramaty Ionesco oraz zbiór jego opowiadań pt. La photo du Colonel po raz pierwszy opublikowano w wydawnictwie Gallimard. W 1957 dramatopisarz został przyjęty w poczet „Collège de 'Pataphysique”. W 1970 wybrano go do Akademii Francuskiej (fotel 6).
Oficer Legii Honorowej, Komandor Orderu Sztuki i Literatury oraz Orderu Narodowego Zasługi. W 1983 otrzymał Pour le Mérite za Naukę i Sztukę
Zmarł w 1994. Został pochowany na cmentarzu Montparnasse w Paryżu.

## Teatr Ionesco
Marionetkowe postacie poruszające się w absurdalnym świecie pełnym strachu i grozy. Sytuacje banalne, często przedstawione w komicznym świetle, przeradzają się w tragedię. Farsa i parodia przeplata się z satyrą pełną okrutnych akcentów. Obrazuje osaczenie i samotność człowieka we współczesnym świecie.

## Twórczość

### Dramaty
- Łysa śpiewaczka (La cantatrice chauve, 1950)
- Lekcja (La leçon, 1951)
- Krzesła (Les Chaises, 1952)
- Ofiary obowiązku (Victimes du devoir, 1953)
- Mistrz (Le Maître, 1953)
- Amadeusz albo Jak się go pozbyć (Amédée ou Comment s'en débarrasser, 1954)
- Nowy lokator (Le Nouveau Locataire, 1955)
- Kubuś, czyli uległość (Jacques ou la Soumission), 1955
- Improwizacja (L'impromptu de l’Alma, 1956)
- Przyszłość w jaju, albo różnych ma Pan Bóg stołowników (l’Avenir est dans les Oeufs, 1957)
- Nosorożec (Rhinocéros, 1959)
- Król umiera, czyli ceremonie (Le roi se meurt, 1962)
- Pieszo w powietrzu (Le Piéton de l’air, 1963)
- Pragnienie i głód (Le Soif et la Faim, 1966)
- Gra w zabijanego (Jeux de massacre, 1970)
- Szaleństwo we dwoje (Délire à deux, 1962)
- Mackbett (1972)
- Człowiek z walizką (L’Homme aux valises, 1977)

### Powieści
- Zdjęcie pułkownika (La Photo du colonel, 1962)
- Samotnik (Le Solitaire, 1973)

### Adaptacje operowe i libretta
- Mistrz (Le Maître, 1962), muzyka Germaine Tailleferre (Les Six)
- Maksymilian Kolbe (Maximilien Kolbe, 1988), muzyka Dominique Probst